# Kosmos 1
Kosmos 1, em russo Ко́смос 1 
(Cosmos 1), ocasionalmente chamado no ocidente de Sputnik 11, foi o primeiro satélite da série Kosmos.
O objetivo desse satélite era duplo: uma demonstração de superioridade tecnológica e pesquisas na ionosfera.
Ele foi lançado por um foguete Kosmos-2I (63S1 - 6LK), sendo o terceiro voo deste foguete, e o primeiro a atingir a órbita pretendida com sucesso, e também o primeiro foguete da série Kosmos, considerando todos os modelos a colocar um satélite em órbita.
O Kosmos 1, foi um satélite construído sobre a plataforma DS-2, o primeiro de dois desse modelo que seriam lançados.